# Slowaken in Roemenië
Met Slowaken in Roemenië (Roemeens: Slovacii din România; Slowaaks: Slováci v Rumunsku) worden in Roemenië wonende etnische Slowaken, of Roemenen van Slowaakse afkomst aangeduid.

## Aantal

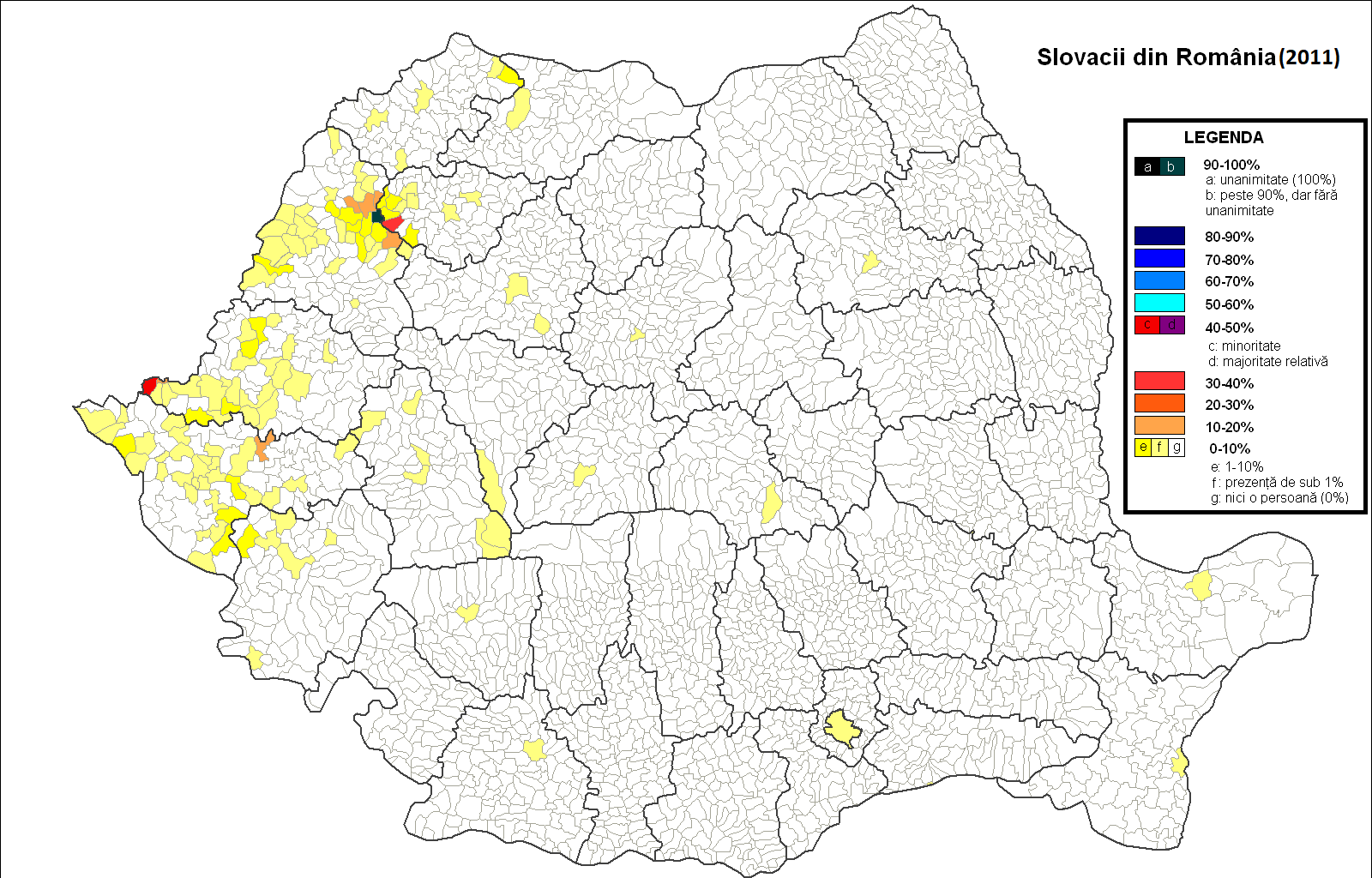
Verspreiding van de Slowaken in Roemenië (2011)

Volgens de volkstelling van 2011 wonen er 13.654 etnische Slowaken in Roemenië, oftewel 0,1% van de bevolking van het land. Ze leven met name in het westen van Roemenië. In de districten Bihor en Arad vormen ze 1,22% respectievelijk 1,25% van de totale bevolking. De grootste Slowaakse gemeenschappen zijn te vinden in Nădlac in het district Arad, waar ze met bijna de helft van de bevolking van de gemeente vormen, en in de gemeente Șinteu in het district Bihor, waar ze nagenoeg uitsluitend de hele bevolking omvatten.
| Plaatsnaam               | Slowaken (2002) | Slowaken (2002) | Slowaken (2011) | Slowaken (2011) |
| Plaatsnaam               | Aantal          | %               | Aantal          | %               |
| ------------------------ | --------------- | --------------- | --------------- | --------------- |
| Brestovăț                |                 |                 | 102             | 15,13           |
| Derna                    | 629             | 20,82           |                 | 19,22           |
| Nădlac Nadlak            | 3.844           | 47,20           | 3.179           | 43,85           |
| Peregu Mare Veľký Pereg  |                 | 12,87           |                 | 12,49           |
| Plopiș Plopiš            | 901             | 32,58           |                 | 32,01           |
| Popești Popešť           | 1.305           | 15,37           |                 | 12,93           |
| Șinteu Nová Huta         | 1.264           | 98,21           | 984             | 96,37           |
| Suplacu de Barcău Siplak | 934             | 20,26           |                 | 18,41           |

## Religie

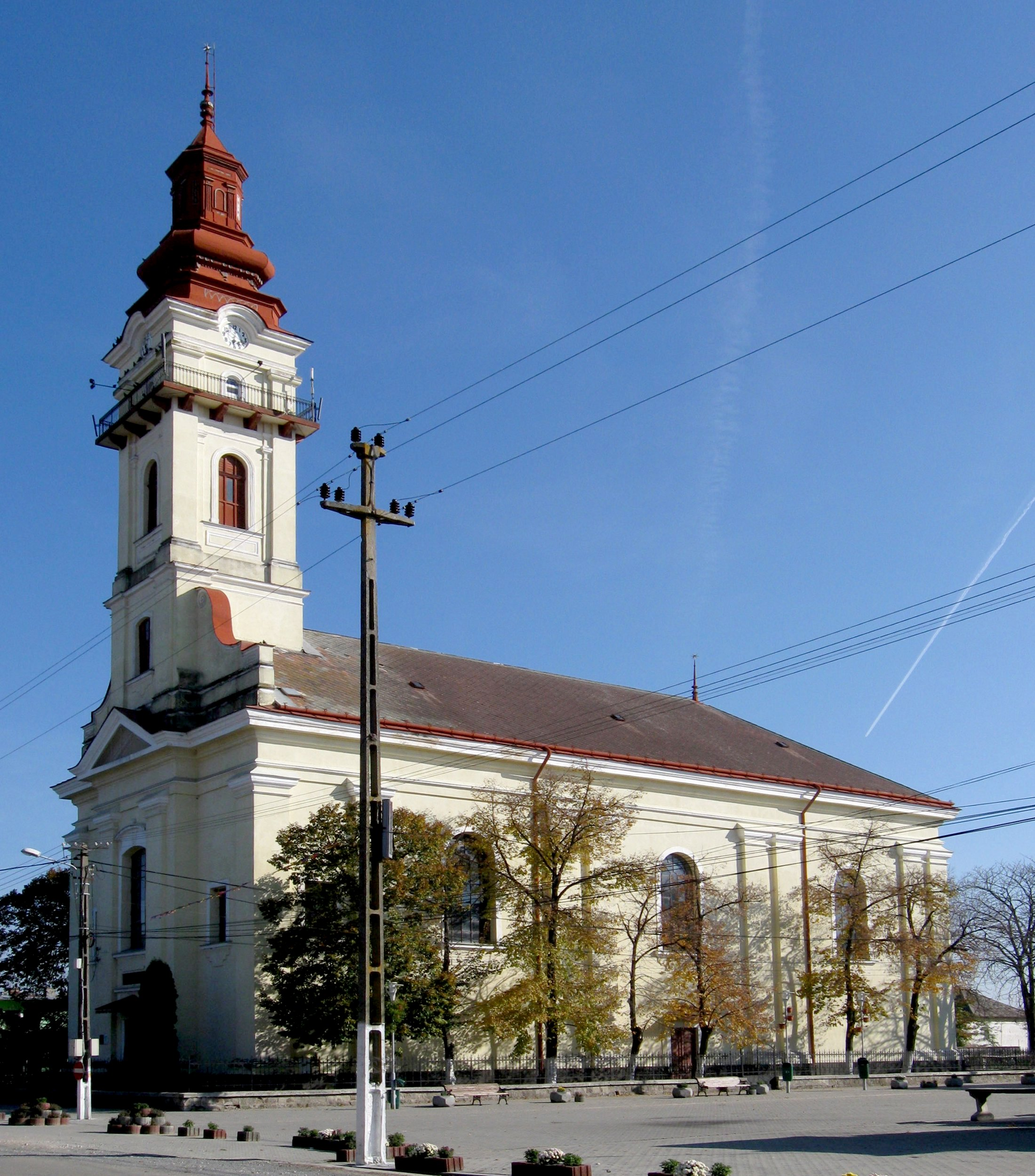
Evangelisch-Lutherse Kerk in Nădlac.

Nagenoeg alle Slowaken in Roemenië zijn christelijk. In de volkstellingen van 2002 en 2011 behoorde ongeveer twee derde deel van de Slowaken tot de Rooms-Katholieke Kerk. Ongeveer een vijfde deel was lid van de Evangelisch-Lutherse Kerk.
|                                  | Aantal | Aantal | Percentage (%) | Percentage (%) |
| 2002                             | 2011   | 2002   | 2011           |                |
| Totaal                           | 17.226 | 13.654 | 100,00         | 100,00         |
| -------------------------------- | ------ | ------ | -------------- | -------------- |
| Roemeens-Orthodoxe Kerk          | 679    | 583    | 3,94           | 4,27           |
| Rooms-Katholieke Kerk            | 11.580 | 9.250  | 67,22          | 67,74          |
| Roemeense Hervormde Kerk         | 82     | 51     | 0,48           | 0,37           |
| Pinksterbeweging                 | 623    | 565    | 3,62           | 4,14           |
| Roemeense Grieks-Katholieke Kerk | 607    | 396    | 3,52           | 2,90           |
| Baptisme                         | 55     | 36     | 0,32           | 0,26           |
| Adventisme                       | 31     | 31     | 0,18           | 0,23           |
| Evangelisch christendom          | 3.485  | 2.685  | 20,23          | 19,66          |
| Islam                            | 22     | -      | 0,13           | -              |
| Hongaarse Unitarische Kerk       | 2      | -      | 0,01           | -              |
| Jodendom                         | 5      | -      | 0,03           | -              |
| Overig                           | 128    | 19     | 0,74           | 0,14           |
| Ongelovig                        | 16     | 6      | 0,09           | 0,04           |
| Atheïsme                         | 18     | 10     | 0,10           | 0,07           |
| Ongespecificeerd                 | 15     | 17     | 0,09           | 0,12           |